# Clement de Wroblewsky
Clement de Wroblewsky (eigentlich Clément von Wroblewsky; * 1943 in Aubusson) ist ein deutscher Musiker, Pantomime und Autor jüdisch-französischer Herkunft.

## Leben
Clement de Wroblewsky wuchs in Frankreich auf und übersiedelte dann 1950 mit seiner Mutter, einer überzeugten Kommunistin, und seinem älteren Bruder Vincent von Wroblewsky nach Ost-Berlin.
Nach einer abgebrochenen Ausbildung als Maler arbeitete er zeitweise am Berliner Ensemble und schlug sich später als Übersetzer und Komponist durch. Aus seiner Ehe mit Barbara Freifrau von Wichmann-Eichhorn stammt die 1962 geborene Tochter Pascal von Wroblewsky, später eine erfolgreiche Jazzsängerin. Zusammen mit Bettina Wegner gründete er 1966 den „Chansonklub Pankow“; seine Frau Helga de Wroblewsky und er sangen sowohl eigene Kompositionen als auch Lieder von Bertolt Brecht und Ernst Busch und tourten durch die DDR, bald auch in Österreich, der Schweiz, Frankreich und Westdeutschland. 1973 kam die Pantomimin Anke Gerber hinzu, und aus dem Chansonklub entwickelte sich eine der wenigen ostdeutschen freien Theatergruppen. Zum Umfeld gehörte auch die Band Bayon von Christoph Theusner und Sonny Thet, mit der gemeinsame Tourneen stattfanden, und Jazzmusiker wie Andreas Altenfelder, Hermann Anders und Georg Schwark.
Am erfolgreichsten war die Truppe aber Ende der 1970er Jahre mit ihrem Kinderprogramm Clemils Clowns Circus, in dem Wroblewsky als „Clown Clemil“ und Gerber als „Ankeblümli“ auftraten. Bald hatte der Clown Circus eine monatliche Fernsehsendung; die Sendung hatte die zweithöchste Einschaltquote des gesamten DDR-Fernsehprogramms.
1982 entstand dann auch ein Bühnenprogramm für Erwachsene, der Clemils Clowns Circus für Fortgeschrittene. Das Kabarettprogramm stieß allerdings bei den DDR-Behörden auf Missfallen, so dass die Auftrittsmöglichkeiten eingeschränkt wurden; Helga de Wroblewskys LP Berliner Gassenhauer (1981) verschwand aus den Läden, und auch die erfolgreiche Kinderfernsehsendung wurde abgesetzt. Am 8. Februar 1984 stellte daraufhin die gesamte Truppe Ausreiseanträge. Im August 1984 wurden Clement de Wroblewsky und seiner dritten Frau Catharina die Ausreise genehmigt; er lebt seitdem in West-Berlin. Zunächst eröffnete er dort eine Pantomimenschule. Auftritte als Clemils Clown Circus (und später Clemils Clown Cabarett) erfolgten bis in die 1990er Jahre.
Sein 1985 gemeinsam mit Anke Gerber verfasstes Buch Anatomie der Pantomime gilt als umfassendstes Pantomimebuch in deutscher Sprache. Im Jahre 1986 veröffentlichte er eine Witzsammlung mit dem Titel Wo wir sind, ist vorn. Der politische Witz in der DDR. Damit begründet er schon vor der Wende die schriftliche Niederlegung des (meist politischen) DDR-Witzes. Im Jahr 1987 übernahm er das Künstlerlokal Café Jenseits am Heinrichplatz in Kreuzberg und betrieb es bis Ende 2009.
In einer ARD-Fernsehsendung wurde im März 2004 aufgedeckt, dass Wroblewsky unter dem Decknamen „IMB Ernst“ mit der Stasi zusammengearbeitet und Berichte über Udo Lindenberg geliefert hatte.

## Filmographie
- 1967: Die gefrorenen Blitze – Regie: János Veiczi
- 1977: Der gepuderte Mann im bunten Rock oder Musjöh lebt gefährlich (TV) – Regie: Klaus Gendries
- 1980: Komödianten-Emil
- 1984: Kaskade rückwärts – Regie: Iris Gusner
- 1984: Abschied in Berlin (Despedida en Berlin; TV) – Regie: Antonio Skármeta
- 1985: Transitträume (TV) – Regie: Hartmut Jahn und Peter Wensierski
- 1985: Meier – Regie: Peter Timm
- 1998: Ich Chef, Du Turnschuh – Regie: Hussi Kutlucan

## Werke
- (mit Anke Gerber) Clemil-Clowns für Fortgeschrittene. Rasch und Röhring, Hamburg 1985. ISBN 3-89136-029-0
- (mit Anke Gerber) Anatomie der Pantomime. Das Buch über die stumme Kunst oder der Leitfaden, an dem die Pantomime hängt. Rasch und Röhring, Hamburg 1985. ISBN 3-89136-041-X
- „… det Volk is doof, aba jerissen…“ Briefwechsel aus dem Café Jenseits zum Rauchverbot mit dem Bezirksamt im Diesseits. Karin Kramer Verlag, Berlin 2010, ISBN 978-3-87956-341-8

als Herausgeber
- „Wo wir sind ist vorn …“ Der politische Witz in der DDR oder die verschiedenen Feinheiten bzw. Grobheiten einer echten Volkskunst. Rasch und Röhring, Hamburg 1986. ISBN 3-89136-093-2 (2., erweiterte Auflage 1990, ISBN 3-89136-286-2)
- „Da wachste eines Morgens uff und hast ’nen Bundeskanzler“ Wie DDR-Bürger über ihre Zukunft denken. Rasch und Röhring, Hamburg 1990. ISBN 3-89136-308-7[10]

als Übersetzer
- Emmanuel Roblès: Auf den Höhen der Stadt. Aufbau-Verlag, Berlin und Weimar 1967